# Union Dalmacija
Union Dalmacija, poslije Laurus, hrvatsko poduzeće
Osnovano je 1976. godine. U najboljim danima zapošljavala je 4000 osoba. Djelatnost je bila na polju hotelijerstva, turizma i ugostiteljstva. Bila je glavnim pokroviteljem legendarnog hrvatskog humorističko-satiričkog lista iz Splita Berekina. Izdavala je 1979. svoj list posvećen Mediteranskim igrama u Splitu. U imovini su imali dva hotela, dva prenoćišta, osam restorana, kavana, dvije pizzerije, pet gostionica, dva snack bara, četiri caffe bara, 42 buffeta, pet sezonskih buffeta, sedam restorana društvene prehrane, pekara, poslovni uredi i pet poslovnih prostora, ukupne površine prostornih kapaciteta 25.217 m2, od čega 15.651 m2 zatvorenog prostora. Objekti su im bili na najtraženijim lokacijama u središtu Splita. Bili su u Trajektnoj luci, kolodvoru, na Bačvicama, Rivi, u Marmontovoj, Dioklecijanovoj palači i dr. U svoje je vrijeme imao gotovo monopolski položaj. Uredi Union Dalmacije nalazili su se u vili Rosini u Splitu.
29. prosinca 1989. samoupravnim sporazumom izdvojeno je iz složenog poduzeća Hotelsko ugostiteljsko turističko poduzeće Kaštelanska rivijera, registrirano 29. listopada 1982., složenog poduzeća (radna organizacija) u sastavu Radne organizacije Union Dalmacija - Split, i formirano kao samostalno poduzeće ("radna organizacija"). 13. prosinca 1990. godine registracijom je promijenjeno ime Union Dalmacija u Laurus i potom ušlo u proces privatizacije. Pretvorbom u dioničko društvo, osnovano je 16 tvrdaka kćeriju, od kojih su devet novoosnovanih društava dokapitalizirali poslovni partneri. 31. prosinca ratne 1991. godine imali su 827 zaposlenih. Poduzeće je bilo vrlo izgledno na tržištu. Struci ostaje za dokazati je li ga nitko nije znao ili htio održati kao cjelinu. U privatizaciji se događalo da je čak i Hrvatski fond za privatizaciju izostavljao pripadajuće čestice imovine poduzeća. Pouzdano je da su mnogi interesenti željeli dijelove ove tvrtke. Jedna od zadnjih borbi tvrtke za imovinu bila je za vlasništvom nad hotelom , koji je konfiscirana imovina Prve pučke dalmatinske banke za koju nije tražen povrat.

## Vanjske poveznice
- Poslovna.hr
- 10godišnjica UNION DALMACIJE 1976-1986 god. hotel MARJAN Split